# Préfecture du prétoire d'Italie

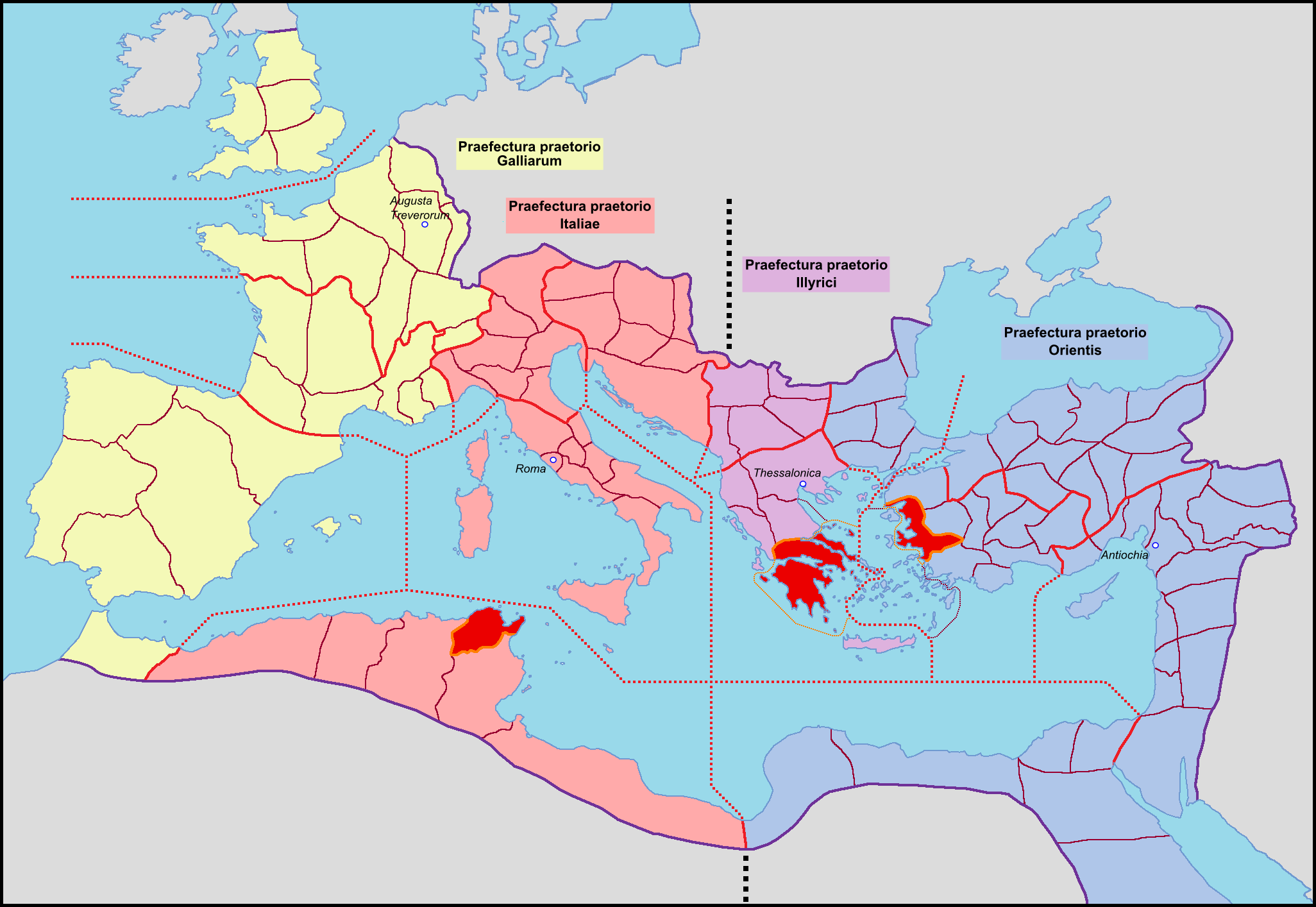
Préfectures du prétoire vers 400 : la préfecture du prétoire d’Italie est en rose.

La préfecture du prétoire d’Italie (en latin : Praefectura praetorio Italiae ou, dans sa forme complète jusqu’en 356, Praefectura praetorio Italiae, Illyrici et Africae) était l’une des grandes divisions administratives de l’Empire romain tardif (aussi appelé « Bas-Empire »). Bien que son territoire ait varié au cours des décennies, elle comprenait la péninsule italienne, la Dalmatie, la Pannonie, le Norique, la Rhétie et  l’Afrique du Nord romaine. Créée après la mort de Constantin Ier en 337, elle existe jusqu’à son remplacement par l’exarchat de Ravenne (ou d’Italie) en 584. Avec la préfecture des Gaules, elle forme après la mort de Théodose et la partition de l’empire, l’Empire romain d’Occident (Imperium romanum, pars occidentalis).

## Contexte historique

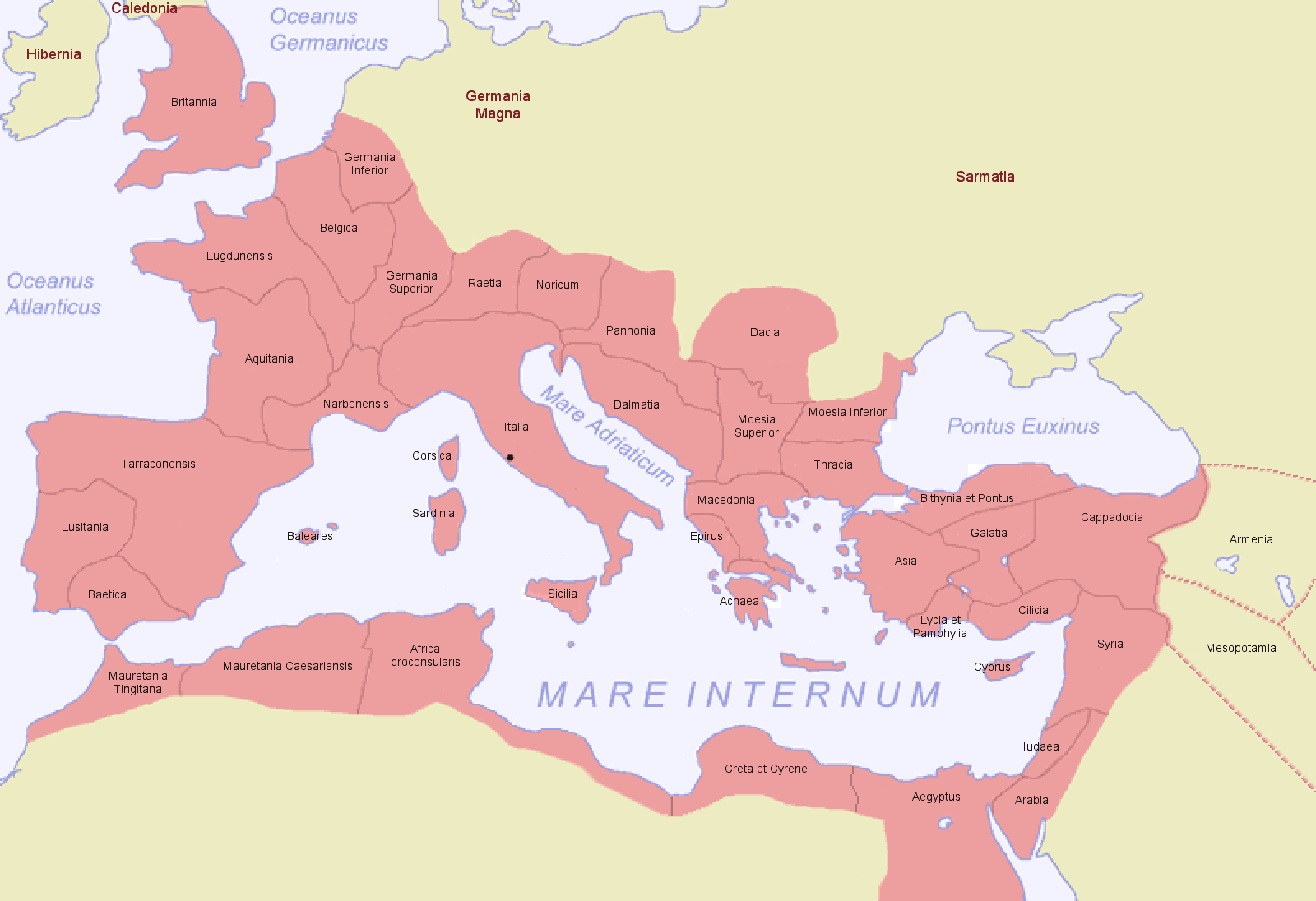
Carte des provinces de l'Empire romain en 116.

Les provinces romaines apparaissent au lendemain de la première guerre punique, alors que la République romaine s'étend hors de la péninsule italienne. La Sicile (à l’exception de Syracuse) devint ainsi la première province en 241 av. J.-C. et sera bientôt suivie après la guerre des Mercenaires par la Corse-Sardaigne en 227 av. J.-C.,. Après les conquêtes de l’empire, le nombre de provinces romaines ne cessera d'augmenter; d’une dizaine à la mort d’Auguste, elles seront quarante-sept sous Dioclétien (r. 284-305). Ce dernier empereur scindera  celles-ci en unités plus petites  (elles passent de 47 à 85),, tout en les regroupant vers 297 en douze diocèses  gérés par des « vicaires ».
Les diocèses où l’on parlait habituellement latin (Gaules et Italie) furent confiés au coempereur de Dioclétien, Maximien (r. 286 – 305), assisté d’un césar, Constance Chlore, jusque-là son préfet du prétoire,. Les diocèses où l’on parlait grec formèrent la préfecture du prétoire d’Orient.
Jusque-là, l’Italie elle-même n’avait jamais été divisée en province, ni n’avait payé d’impôt. Rome ayant perdu son statut de capitale au profit de Nicomédie (Dioclétien) et de Milan (Maximien Hercule), Dioclétien mit fin à ces  privilèges. Seule la ville de Rome jusqu’à la borne du centième mile échappa à la provincialisation et aux impôts tout en étant gouvernée par un préfet de la Ville de rang sénatorial responsable devant l’Auguste résidant à Milan. En dehors de la Ville, l’ensemble de la péninsule devint un diocèse (scindé par la suite) comprenant seize provinces qui prirent toutefois le nom de « régions », dénomination que leur avait donné Auguste lors de sa réforme administrative et furent  gouvernées par des sénateurs portant l’antique titre de corrector,.
On assiste également sous Dioclétien à un début de séparation des pouvoirs civils et militaires. Avec l'exclusion des sénateurs des postes de haute gestion et l'émergence de ministères spécialisés (scriniae) dirigés par des magistri promus selon leurs mérites (ou la faveur du prince) se formera un conseil appelé « consistoire ». Ce conseil comprenait entre autres un corps de spécialistes du droit, deux responsables des finances (un pour le Trésor public, l’autre pour les domaines privés), et était sous la direction d’un « préfet du prétoire », anciennement commandant de la garde prétorienne, acquérant de plus en plus de tâches pour devenir en fait le bras droit du prince.
Constantin compléta la séparation des carrières militaire et civile amorcée sous Dioclétien. Le préfet du prétoire fut déchargé du commandement des armées au profit d’un dux, choisi parmi les officiers militaires, et  devint essentiellement un administrateur civil,,.

## Histoire
Il est difficile en effet d’établir précisément à quel moment se fit la transformation de ce qui avait été une fonction militaire  en une administration territoriale. Selon l’historien Zozime, les préfectures du prétoire auraient été créées par Constantin en 218 ou 224. Pour l’historienne et byzantiniste Cécile Morrisson, il s’agit là d’un anachronisme; en réalité chaque Auguste et César continua à avoir son propre préfet du prétoire qui servait de chef d’État-major. Ce n’est que vers le milieu du IVe siècle que les préfectures furent transformées en subdivisions administratives. Tout comme le terme provincia signifiait au départ le domaine de responsabilité attribué à un magistrat romain  mais en viendra à désigner par  glissement progressif le territoire lui-même, on passa progressivement de la notion de préfet du prétoire à celle du territoire où s’exerçait sa juridiction.

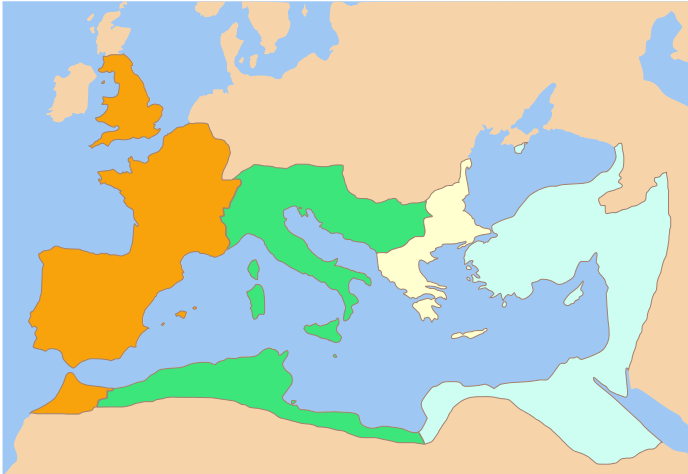
Partage de l'Empire romain entre les Césars nommés par Constantin : de l'ouest à l'est, les territoires de Constantin II, Constant Ier, Flavius Dalmatius et Constance II.

Après la mort de Constantin Ier (r. 306-337), son empire fut divisé entre ses fils, Constantin II, Constance II et Constant Ier,, ainsi que ses neveux, les césars Flavius Dalmatius et Flavius Hannibalianus,. Cet arrangement ne devait guère durer, les trois frères faisant assassiner la plupart des autres membres de la famille par l’armée, avant de se rencontrer en Pannonie le 9 septembre 337 et de diviser l’empire entre eux. Mécontent de ce premier partage qui donnait à son frère Constantin II une certaine prépondérance en raison de sa qualité de fils ainé, Constant Ier exigera un nouveau partage des territoires lors d’une seconde  rencontre l’année suivante à Viminacium (aujourd’hui en Serbie) et obtiendra également les diocèses de Dacie et de Macédoine (unis au départ sous le nom de « diocèse de Mésie ») qui auraient dû revenir à son cousin Dalmatius. Toutefois la dispute reprit entre les deux frères au sujet du partage de l’Afrique entre les préfectures des Gaules et d’Italie,. En 340 Constantin II marchera sur l'Italie avec ses troupes, mais y sera tué, à la suite de quoi Constant Ier prit le contrôle du domaine de son frère.
Au départ, la préfecture d’Italie s’appellera ainsi praefectura praetorio Italiae, Illyrici et Africae. En 347 l’Illyrie fut détachée de la préfecture pour constituer une préfecture distincte comprenant les diocèses de Pannonie, Dacie et Macédoine. Vulaius Rufinus en devint le premier préfet de 347 à 352. La nouvelle préfecture sera abolie en 361 par l’empereur Julien (r. 361 – 363) et rétablie en 375 par Gratien (r. 367 – 383). Son territoire continua à faire l’objet de contestation entre les deux parties de l’empire jusqu’à ce qu’elle soit finalement scindée en 395, le diocèse de Pannonie quittant l’Illyrie pour être absorbé par la préfecture d’Italie sous le nom de diocèse d’Illyrie.
Quant à l’Italie elle-même, elle sera éventuellement divisée en deux : le Diocesis Italia annonaria (litt. : Diocèse de l’Italie de l’annone dont les habitants devaient fournir à la cour, à l’administration et à l’armée les fournitures, vin et matériaux de construction) et le Diocesis Italia Suburbicaria (litt : Diocèse de l’Italie suburbicaire, c.à.d. soumis au gouvernement de l’Urbs). À la fin du IVe siècle, l’Italie était gouvernée par huit « consulares »  (Venetiae et Histriae, Aemiliae, Liguriae, Flaminiae et Piceni annonarii, Tusciae et Umbriae, Piceni suburbicarii, Campaniae, ainsi que la  Siciliae), deux « correctores »  (Apuliae et Calabriae ainsi que Lucaniae et Bruttiorum) et sept « praesides » (Alpium Cottiarum, Rhaetia Prima et Secunda, Samnii, Valeriae, Sardiniae, ainsi que Corsicae).
Même si l’Empire romain d’Occident  cessa d’exister lorsque le chef barbare Odoacre (patrice d’Italie, 476 - 493) prononça la déchéance de Romulus Augustule en 476, celui-ci et son successeur, l’Ostrogoth Théodoric le Grand (r. 493 – 526) conserveront la structure administrative romaine tout en restant sujets nominaux de l’empereur de Constantinople. Goths et Romains formaient deux sociétés distinctes, vivant sous leurs propres lois. La préfecture continua donc à exister et revint directement sous l’autorité impériale après les guerres de Justinien Ier (r. 527 – 565) contre les Goths. Toutefois, l’invasion de l’Italie par les Lombards en 568 devait réduire le contrôle de Constantinople à quelques territoires éparpillés sur le territoire. La préfecture fut remplacée par l’exarchat de Ravenne en 569, cette dernière ville ayant déjà remplacé Milan comme capitale parce que moins exposée aux invasions.
La fonction de préfet demeurera toutefois attestée jusqu’au VIIe siècle. Le dernier titulaire connu  apparait en 639.

## Subdivisions territoriales

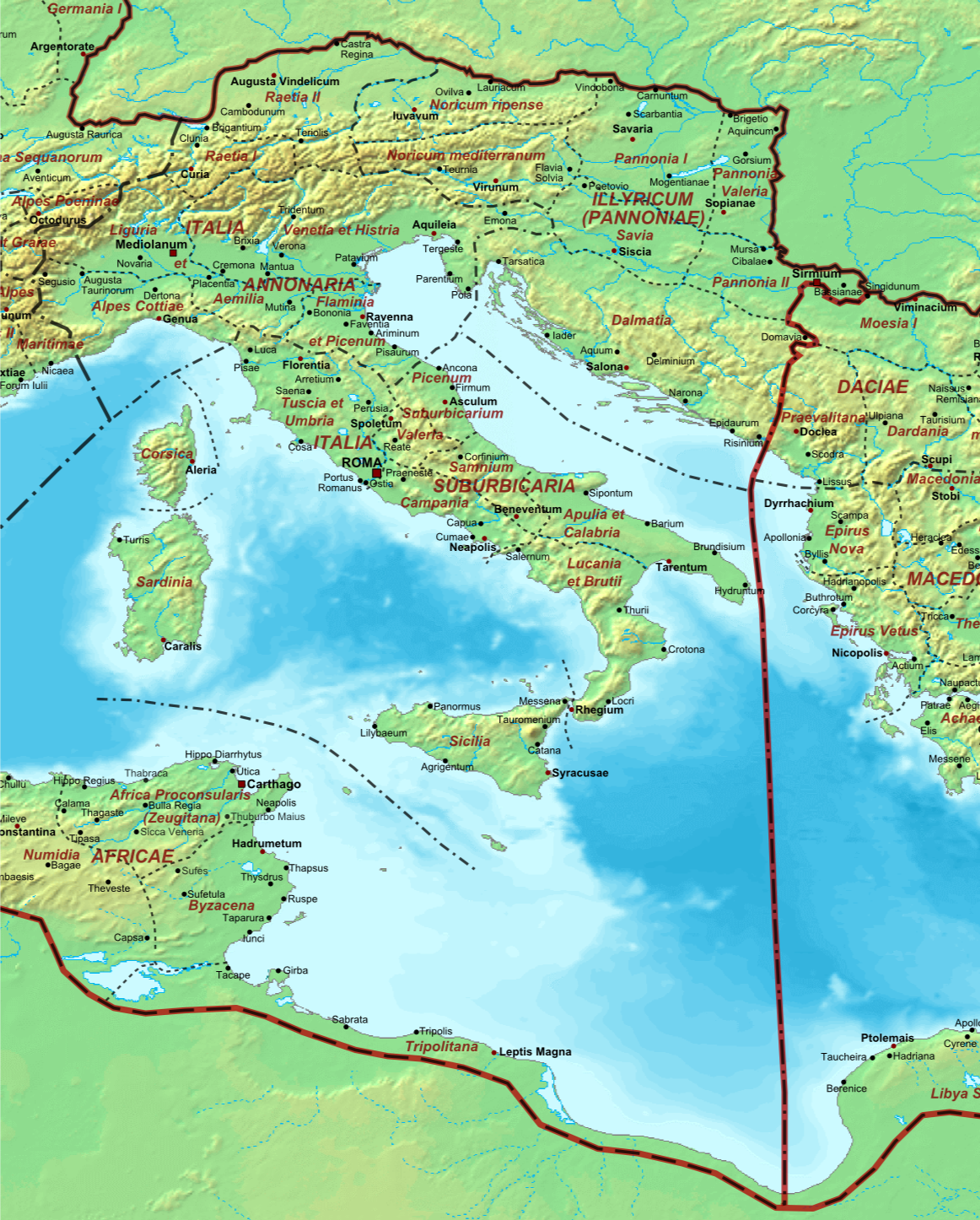
La préfecture d’Italie vers l’an 400.

### Diocèse d'Italie
Sous Dioclétien (vers 295), l’Italie devient le Dioecesis Italiciana, incluant la Rhétie, divisé entre les provinces suivantes : 
- Dioecesis Italiciana
  - Provincia Maritima Italorum (it), Ligurie (aujourd’hui Ligurie et  Piémont occidental)
  - Regio XI Transpadana, Transpadane (Piémont oriental et Lombardie), partie de la Gaule cisalpine, capitale Mediolanum (Milan)
  - Rhétie (Est de la Suisse, ouest et centre de l’Autriche, sud de l’Allemagne et une partie du nord-est de l’Italie)
  - Regio X Venetia et Histria, Vénétie et Istrie (Veneto, Friuli-Venezia Giulia et Trentino-Alto Adige ainsi que l’Istrie)
  - Regio VIII Aemilia (Émilie, Émilie-Romagne, Gaule cispadine (Gallia Cispadana), partie de la Gaule cisalpine), villes Ravenne (Ravenna), Bologne (Bononia), Modène (Mutina), Parme (Parma)
  - Regio VII Etruria (it) (Tuscie / Étrurie) et Regio VI Umbria (Toscane et Ombrie)
  - Flaminie (Flaminia, Ravenne) et Picénum (Regio V Picenum) annonaire (l’ancien Ager gallicus en Marches)
  - Regio I Latium et Campania (it) : Latium et Campanie (parties côtières du  Latium et de la Campania antica, et/ou Étrurie de Campanie)
  - Samnium (Abruzzes, Molise et Irpinia)
  - Regio II Apulia et Calabria : Apulie et Calabre, dont (une partie d')Irpinia
  - Regio III Lucania et Bruttii (it) : Lucania (Lucanie (région historique), Cilento et Bruttium (Basilicate et Calabre) (Grande-Grèce)
  - Sicile (province romaine) (de -211 à 440) et Malte (de -218 à 455)
  - Corse-Sardaigne (de -238 à 455), Corse et Sardaigne (Corsica et Sardinia)

Après Constantin et la division de l’Italie en deux diocèses (vers 330), les provinces sont réparties ainsi :
- Italie annonaire (324-535), Italia, capitale Milan :
  - Émilie, Aemilia
  - Alpes cottiennes, Alpes cottiae
  - Flaminie et Picénum annonaire, Flaminia et Picenum annonarium
  - Ligurie, Liguria
  - Rhétie première (en), Raetia prima ou Raetia curensis, capitale Cura Raetorum (Coire/Chur)
  - Rhétie seconde (de), Raetia secunda, capitale Augusta Vindelicorum (Augsbourg)
  - Regio X Venetia et Histria (Vénétie et Istrie)
- Italie suburbicaire (Regiones suburbicariae, 324-535), capitale Rome :
  - Regio II Apulia et Calabria, Apulie et Calabre (Bruttium), dont Irpinia
  - Campanie, Campania
  - Corse, Corsica
  - Regio III Lucania et Bruttii (it) (Lucanie et  Bruttium, (Grande-Grèce)
  - Picénum suburbicaire (Picenum suburbicarium)
  - Samnium, Samnium
  - Sardaigne, Sardinia
  - Sicile, Sicilia
  - Tuscie et Ombrie (it) (297-570) (Tuscia et Umbria)
  - Pannonie-Valeria ((Pannonia) Valeria), capitale Sopianae (Pécs, Baranya, Hongrie)

#### Évolution ultérieure
Giorgio di Ciprio (it) (Georgius Cyprius, géographe, dans sa Descriptio Orbis Romani (description du monde romain), fournit un état des provinces byzantines (dans la péninsule italienne) en 600-610 :
- Éparchie urbicaire (it)
- Annonaria (Éparchie annonaire)
- Éparchie Aemilia (it)
- Éparchie Campania (it)
- Éparchie Calabria (it)

### Diocèse d'Illyrie
- Diocèse d'Illyrie

### Diocèse d'Afrique
- Diocèse d'Afrique

## Liste des préfets connus
- Aemilianus (328)
- Lucius Papius Pacatianus (en) (334-335)
- Aconius Catullinus Philomathius (en) (341)
- Marcus Maecius Memmius Furius Baburius Caecilianus Placidus (en) (342-344)
- Vulcacius Rufinus (premier mandat, 344–347)
- Gaius Ceionius Rufius Volusianus Lampadius (355)
- Taurus (356-361)
- Claudius Mamertinus (361-365)
- Vulcacius Rufinus (deuxième mandat, 365–368)
- Sextus Claudius Petronius Probus (premier mandat vers 368–375)
- Decimius Hilarianus Hesperius (en) (378-380)
- Flavius Afranius Syagrius (382)
- Flavius Hypatius (382-383)
- Sextus Claudius Petronius Probus (deuxième mandat, 383)
- Nonius Atticus (383-384)
- Vettius Agorius Praetextatus (384)
- Neoterius (385)
- Flavius Eusignius (it) (386-387)
- Sextus Claudius Petronius Probus (troisième mandat, 387)
- Virius Nicomachus Flavianus  (390-392)

### Empire d’Occident
- Nummius Æmilianus Dexter (395)
- Eusebius (395-396)
- Flavius Mallius Theodorus (397-399)
- Valerius Messala Avienus (399-400)
- Rufus Synesius Hadrianus (400-405)
- Flavius Macrobius Longinianus (it) (premier mandat, 406)
- Curtius (407-408)
- Flavius Macrobius Longinianus (it) (deuxième mandat, 408)
- Flavius Mallius Theodorus (408-409)
- Caecilianus (it) (409)
- Jovius (pt) (409)
- Melitius (410-412)
- Seleucus (préfet pour l’Afrique, 412)
- Ioannes (ru) (412-413)
- Rufus Synesius Hadrianus (413-414)
- Seleucus (en) (414-415)
- Junius Quartus Palladius (en) (416-421)
- Anicius Acilius Glabrio Faustus  (peut-être 426)
- Anicius Auchenius Bassus (en) (deuxième mandat 435)
- Anicius Acilius Glabrio Faustus (vers 438)
- Pétrone Maxime (439)
- Caecina Decius Aginatius Albinus (en) (443-448)
- Caecina Decius Basilius (en) (458)
- Caelius Aconius Probianus (en) (461-463)
- Caecina Decius Basilius (en) (463-465)
- Felix Himelco (473)

### Domination germanique

#### SousOdoacre
- Pelagius (ru) (vers 477)
- Nar. Manlius Boethius (en) (entre 480 et 486) (consul en 487)
- Caecina Decius Maximus Basilius (en) (483) (consul en 480)
- Caecina Mavortius Basilius Decius (en) (486-493) (consul en 486)

#### Sous lesOstrogoths
- Libérius (494-500)
- Caecina Decius Faustus Albinus (en) (?500-503)[2] (consul en 493)
- Cassiodorus l’Ancien (ru) (503-507)
- Anicius Probus Faustus (509-512) (consul en 490)
- Rufius Magnus Faustus Avienus (527-528) (consul en 502)
- Faustus (521/522) or 529
- Cassiodore (533-537) (consul en 514)
- Fidelis (537-538)
- Reparatus (en) (538-539)

### Empire romain d'Orient
- Athanase (539-542)
- Maximinus (it) (vers 542)
- Narsès (554-568)
- Longinus (568-575)